# Tegalmulyo
Tegalmulyo is een bestuurslaag in het regentschap Klaten van de provincie Midden-Java, Indonesië. Tegalmulyo telt 2266 inwoners (volkstelling 2010).